# Bulgarii din Ucraina
Etnicii bulgari din Ucraina sunt un grup minoritar localizat în regiunile sudice ale Ucrainei (în principal în Regiunea Odesa) unde formează o majoritate semnificativă a populației.

## Localizare și număr

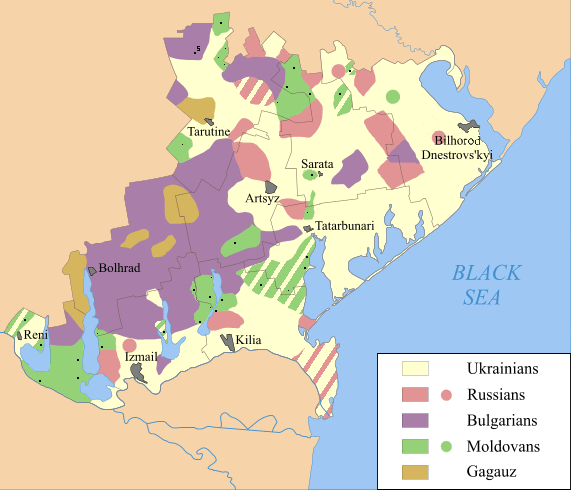
Teritoriile locuite de bulgari în Bugeac (mov)

În Ucraina, numărul bulgarilor este estimat la peste 140.000 (Recensământul ucrainean (2001) a numărat un total de 204.600 bulgari, incluzând un număr nedeterminat de emigranți recent), formând majoritatea locuitorilor din raionul Bolgrad și locuind de asemenea și în alte raionale din Bugeac (în Regiunea Odesa din partea de sud a țării).
Etnicii bulgari sunt majoritari în raionul Bolgrad (45.600 din cei 75.000 locuitori, adică 60.8%), dar ei locuiesc de asemenea și în alte raioane ale Bugeacului: Arciz - 20.200 din 51.700 (39.07%), Tarutino - 17.000 din 45.200 (37.61%), Ismail - 14.100 din 54.700 (25.78%) și Sărata - 10.000 din 49.900 (20.04%). De asemenea, sunt 8.600 bulgari în orașul Ismail (dintr-o populație totală de 85.100 persoane, sau 10.11%).  
Mulți bulgari s-au mutat în ultimii ani la Odesa, centrul regional.

## Istoric
La sfârșitul secolului al XVIII-lea, în timpul răscoalelor creștinilor din Imperiul Otoman, populații bulgare au fugit de represiunea otomană, căutând adăpost în principatul Moldovei care pe atunci se întindea până la Nistru, iar la începutul secolului al XIX-lea, după războaiele ruso-otomane din 1806-1812 și 1828-1829 valuri numeroase de emigranți au avut loc în sudul Basarabiei devenită parte integrantă din Imperiul Rus. Ele s-au instalat cu pecădere în Bugeac, fost teritoriu otoman administrat de Hanatul tătar al Crimeii, de unde populația musulmană de Turci și Tătari fusese alungată, refugiindu-se în Dobrogea încă otomană.
Coloniștii s-au stabilit atunci pe pământurile rămase necultivate : o parte provenea din partea de est a Bulgariei de astăzi și din Dobrogea, altă parte din partea de vest a țării, de unde se mutaseră în est înaintea secolului al XVIII-lea. Printre bulgarii care au emigrat în Basarabia au fost și câțiva Albanezi care se așezaseră în estul Bulgariei cu puțin timp înainte, precum și creștinii vorbitori ai limbii turce pe care Otomanii îi numeau gök-oğuzlar („Uzii albaștri”) și ai căror descendenți sunt astăzi cunoscuți sub denumirea de Găgăuzi. 
După stabilirea lor în Basarabia, Bulgarii și Găgăuzii au ocupat localități foste musulmane precum Tobacul (azi Zaliznîșne-Tabaki) dar și-au întemeiat și propriile lor localități, cum sunt orașele respectiv Bolgrad (1819) și Comrat, la care se adaugă zeci de sate. În 1856, după Tratatul de la Paris, o fâșie de teritoriu din sudul-vestul Basarabiei, depinzând de trei ținuturi (Ținutul Bender, Ținutul Ismail și Ținutul Akkerman) a fost retrocedată către Principatul Moldovei (din 1861 — România). Acest teritoriu includea orașele Cahul, Reni, Bolgrad, Ismail și Chilia. Coloniștii găgăuzi așezați în jurul orașului Comrat au rămas în Imperiul Rus. Un gimnaziu bulgar a fost înființat în Bolgrad la 28 iunie 1858 de către autoritățile moldovenești de sub conducerea caimacamului Nicolae Vogoride, ceea ce a avut un efect pozitiv asupra dezvoltării educației și culturii bulgare, acesta fiind în fapt primul gimnaziu bulgar modern.
Cu toate acestea, când guvernul Principatelor Române a început să recruteze soldați printre coloniștii bulgari, aceștia au trimes în 1861 la Bolgrad o delegație de 500 de reprezentanți din toate satele locuite de ei, dar nefiind primiți în clădirea primăriei, au aruncat cu pietre și făclii; forțele române au tras asupra manifestanților, unii dintre aceștia murind, alții fiind răniți. Ceilalți participanți la protest au fugit în Bulgaria și în Rusia, de unde au cerut guvernare directă a Bugeacului de la Istanbul, iar către cancelariile diplomatice au redactat proteste și au publicat broșuri precum "Atrocitățile cârmuirii moldovenești" ("Les atrocités du gouvernement moldave", 1861). În 1861, 20.000 de bulgari din partea de sud-vest a Bugeacului (care revenise României) au emigrat în Rusia, unde li s-a dat pământ în Gubernia Taurida, în teritoriile de unde fuseseră alungați tătarii nogai. Acești coloniști au întemeiat o altă comunitate bulgară: bulgarii din Taurida.
În același an, guvernul român i-a scutit pe coloniștii Bulgari din Bugeac de incorporare și a emis un decret ce întărea drepturile acestei minorități, astfel că tensiunea a dispărut. De altfel, anii 1860-1870 ani ai secolului al XIX-lea au fost caracterizați printr-un nou avânt al mișcării de eliberare națională din Bulgaria de sub autoritățile turcești. În 1871, a trecut prin Bolgrad revoluționarul bulgar Hristo Botev. În 1876 a început publicarea ziarului de orientare liberală Vocea bulgarilor (în bulgară Български глас).
După ce partea de sud-vest a Bugeacului a fost reanexată de către Imperiul Rus în 1878, procesul de rusificare a fost reluat din ce în ce mai puternic, iar mulți intelectuali de etnie bulgară s-au reîntors în nou-înființatul Principat al Bulgariei pentru a contribui la crearea statului bulgar. Imperiul Rus a deposedat minoritatea bulgară de drepturile primite în timpul administrației românești.
Întrega provincie a Basarabiei s-a unit cu România în aprilie 1918, după Revoluția Rusă și colapsul Imperiului Țarist. În contrast cu perioada anterioară a administrației românești, multe drepturi culturale și educaționale ale minorității bulgare nu au fost restabilite. 
În timpul Răscoalei de la Tatarbunar din 1924, când agitatorii sovietici au încercat să răstoarne, fără succes, administrația românească din sudul Basarabiei, mulți etnici bulgari (împreună cu localnicii moldoveni (români) și germani basarabeni) s-au situat de partea autorităților românești, după cum a subliniat Gheorghe Tătărescu în raportul înaintat în numele Ministerului de Interne către Parlamentul României în 1925.
Pactul Ribbentrop-Molotov din 1939 a dus la ultimatumul sovietic din 26 iunie 1940, invazia armatelor sovietice în Basarabia și includerea acestui teritoriu în Uniunea Sovietică. Cu toate că au fost o minoritate acceptată oficial sub dominația sovietică, bulgarii din RSS Ucraineană nu au beneficiat de nici-o formă de autonomie teritorială (cum ar fi fost o Republică socialistă sovietică autonomă) și au pierdut unele caracteristici ale identității lor culturale în acea perioadă.
O mișcare de renaștere culturală a bulgarilor basarabeni își are originea în anii '80 ai secolului al XX-lea, când au fost publicate ziare în limba bulgară, au fost înființate aociații culturale și educaționale, iar limba bulgară a fost introdusă în școlile locale, mai ales după destrămarea Uniunii Sovietice: inițial doar ca materie opțională, iar mai târziu ca materie obligatorie. În 1993 a fost înființată Asociația bulgarilor din Ucraina.

## Bulgari renumiți din Ucraina
- Dimitar Agura (1849-1911) - istoric bulgar
- Gheorghi Agura (1853-1915) - general bulgar
- Chiril Covalgi (n. 1930) - poet și trducător rus
- Petar Draganov - filolog bulgar
- Gheorghi Ghincev (1866-1908) - jurnalist și pedagog bulgar
- Dimitar Grekov (1847-1901) - om politic bulgar, prim-ministru al Bulgariei (1899)
- Mihail Grekov (1847-1922) - revoluționar și publicist bulgar
- Mihail Kanev - istoric
- Anton Kisse - scriitor, deputat, președinte al Asociației bulgarilor din Ucraina
- Ivan Kolev (1861-1917) - general bulgar, erou al primului război mondial
- Ruslan Mainov (n. 1976) - actor și cântăreț bulgar
- Aleksandar Malinov (1867-1938) - om politic bulgar, prim-ministru al Bulgariei (1908-1911, 1918, 1931)
- Petru Nedov (1926-2009) -  profesor universitar, doctor habilitat în științe agricole, specialist moldovean în imunologia plantelor, ales ca membru de onoare al Academiei de Științe a Moldovei
- Danail Nikolaev (1852-1942) - general bulgar, ministru de război al Bulgariei (1886-1887, 1907-1911)
- Olimpi Panov (1852-1887) - ofițer bulgar, ministru de război al Bulgariei (1886)
- Nikolai Paslar (n. 1980) - campion mondial la lupte libere
- Porfirie Stamatov (1840-1925) - jurist bulgar, președinte al Curții Supreme de Justiție (1880-1886), ministru de justiție al Bulgariei (1881)
- Dimitar Stefanov (1872-1940) - revoluționar și om politic bulgar
- Ivan Șișman (n. 1963) - pictor ucrainean
- Aleksandar Teodorov-Balan (1859-1959) - lingvist bulgar, primul rector al Universității din Sofia
- Arcadie Țopa - campion bulgar la lupte libere